# Grand Theft Auto IV
{{Infobox video game
| title = Grand Theft Auto IV
| homeweb = RockstarGames.comj/IV
| image = Grand Theft Auto IV cover.jpg|256px
| caption = Bìa đĩa của game. Ở trên cùng của bìa đĩa, vị trí trung tâm là khuôn mặt của Niko Bellić
| developer = Rockstar North
Với đóng góp của:
Rockstar Toronto (PC)
| publisher = Rockstar Games
| series = Grand Theft Auto
| engine = RAGE, Euphoria, 
 Bullet Physics Library
| platforms = 
- PlayStation 3
- Xbox 360
- Xbox One
- Windows

| released = PlayStation 3 & Xbox 360
29 tháng 4 năm 2008
Windows
2 tháng 12 năm 2008
| genre = Hành động phiêu lưu
| modes = Chơi đơn, Nhiều người chơi trực tuyến
| programmer = Adam Fowler 
Alexander Roger
Obbe Vermeij
| producer = Leslie Benzies
| distributor = Take-Two Interactive
| designer = Simon Lashley
Keith McLeman
| writer = Dan Houser
Rupert Humphries
| artist = Aaron Garbut (Đạo diễn)
| composer = Micheal Hunter
| version = 1.06 (PlayStation 3)
1.0.8.0 (Windows)
| classification = {{|CERO=Z|ESRB=M|USK=18|OFLC=MA|PEGI=18|BBFC=18|GSRR=18|Apple=17}}
| media = Đĩa quang, download
| previous = Grand Theft Auto: Vice City Stories
| later = Grand Theft Auto IV: The Lost and Damned
}}
Grand Theft Auto IV (được gọi và viết ngắn gọn là GTA IV) là video game hành động-phiêu lưu thế giới mở, được phát triển bởi Rockstar North và phát hành bởi Rockstar Games. Trò chơi ra mắt vào ngày 29 tháng 4 năm 2008 trên hệ máy Xbox 360 và PlayStation 3, và trên Microsoft Windows vào ngày 2 tháng 12 năm 2008. Đây là một bản reboot, giới thiệu một không gian thời gian hoàn toàn khác biệt so với các phiên bản trước đó. Bối cảnh trò chơi đặt tại Liberty City, một thành phố giả tưởng được mô phỏng theo thành phố New York và Alderney City, một thành phố giả tưởng thuộc bang Alderney, có nét được mô phỏng giống thành phố Jersey. Nhân vật chính là Niko Bellic, một cựu quân nhân của một cuộc chiến tranh không rõ tên ở Đông Âu, nay đi đến Mỹ để tìm kiếm Giấc mơ Mỹ, nhưng đã nhanh chóng sa vào cạm bẫy trong thế giới đầy rẫy tội phạm, băng đảng và hối lộ. Giống như những phiên bản trước của sê-ri Grand Theft Auto, GTA IV là một game hành động góc nhìn người thứ ba, đặt trong một thế giới mở mà người chơi có thể tương tác trong thế giới của game.
Có hai bản mở rộng được phát triển, và được phân phối theo dạng DLC dành cho XBox 360 vào năm 2009. Cả hai The Lost and Damned và The Ballad of Gay Tony đều có cốt truyện riêng, nhân vật chính riêng và kết nối với mạch truyện chính của GTA IV. Hai bản mở rộng này sau đó được phát hành chung cho mọi hệ máy với tên gọi Grand Theft Auto: Episodes from Liberty City. Một phiên bản kết hợp khác, Grand Theft Auto IV: The Complete Edition, là sự hợp nhất của bản chính GTA IV và hai bản DLC. Phiên bản cầm tay Grand Theft Auto: Chinatown Wars ra mắt năm 2009 cũng có bối cảnh tại thành phố Liberty. Phần tiếp theo của dòng trò chơi là Grand Theft Auto V, được phát hành vào tháng 9 năm 2013.
Là tựa game đầu tiên trong sê-ri được đánh giá cao dành cho thế hệ máy chơi game thứ bảy, Grand Theft Auto IV rất được cộng đồng mong chờ. Nó phá vỡ kỷ lục của ngành game với 3,6 triệu bản đã được bán sạch chỉ trong vòng 24 giờ ra mắt và thu về cho Rockstar 500 triệu USD trong tuần đầu tiên, với số lượng bán ra xấp xỉ 6 triệu bản trên toàn cầu. Cho tới tháng 11 năm 2011, trò chơi đã "tẩu tán" được 22 triệu bản. Grand Theft Auto IV thắng nhiều giải thưởng lớn với nhiều giải cho hạng mục "Game of the Year". Đến năm 2012 thì trò chơi đã bán được 25 triệu đĩa. Grand Theft Auto IV được công nhận rộng rãi là trò chơi xuất sắc nhất trong thế hệ hiện tại và là một trong những trò chơi vĩ đại nhất mọi thời đại. Nhà biên tập báo Game Informer xếp hạng Grand Theft Auto IV đứng đầu bảng danh sách "Những trò chơi xuất sắc nhất ở thế hệ này". Empire xếp hạng GTA IV đứng thứ 16 trong danh sách 100 game hay nhất mọi thời đại, đồng nghĩa với vị trí cao nhất chưa từng có của một trò chơi thuộc thế hệ bây giờ.

## Lối chơi
Người chơi có thể sử dụng võ thuật và các vũ khí như dao, gậy bóng chày,... để cận chiến; vài loại súng ngắn, súng trường, carbine, tiểu liên và thậm chí là Súng phóng lựu (RPG là loại duy nhất) để bắn từ xa, cùng với các chất nổ như lựu đạn, chai cháy, C4 khi chiến đấu. Game thủ có thể di chuyển trong game bằng cách đi bộ, chạy, nhảy, bơi, trèo hoặc dùng phương tiện giao thông như xe máy, ô tô,thuyền (cano), trực thăng,... (Grand Theft Auto IV không cho phép người chơi sử dụng máy bay dân dụng vì đường hàng không bị hạn chế ở New York, cảm hứng của game sau vụ 9/11). Khi ngắm bắn trong hoặc trên phương tiện giao thông, người chơi sẽ chuyển sang góc nhìn thứ nhất. Khi chiến đấu, trò chơi có thể hỗ trợ game thủ bằng các hệ thống ngắm bắn tự động và bảo vệ, che chắn. Hệ thống này có thể giúp người chơi di chuyển tới các nơi ẩn nấp khác nhau, tung hỏa mù, ngắm bắn tự do, và bắn một đối phương cụ thể. Để không bị tổn thương, người chơi có thể mặc áo giáp, nhưng nó sẽ bị mất đi nếu người chơi bị bắn quá nhiều.
Khi bị thương, tình trạng sức khỏe (nôm na là "máu") của người chơi - được hiển thị ở góc dưới của màn hình - sẽ giảm. Game thủ sẽ hồi sức khi dùng các trang bị cứu thương, ăn, hoặc nhập viện. Nếu toàn bộ "máu" của người chơi đã cạn kiệt, tức là người chơi đã "chết", thì nhân vật đã "chết" đó sẽ hồi sinh và quay lại ở bệnh viện gần nhất.
Khi người chơi phạm tội, các lực lượng chức năng sẽ phản ứng với người chơi. Một thang đo từ một đến sáu "sao" tượng trưng cho mức độ nghiêm trọng của tội phạm mà game thủ gây ra được hiển thị ở góc trên bên phải màn hình. Và càng nghiêm trọng, phản ứng của game với người chơi càng dữ dội (khi bị truy nã với sáu "sao", xe tăng và trực thăng sẽ được cử đi để tiêu diệt người chơi). Khi người chơi lẩn trốn, các cơ quan thực thi pháp luật sẽ tìm kiếm người chơi. Khi người chơi tìm ra được nơi trốn lí tưởng sao cho cảnh sát không tìm ra được, số "sao" nói trên sẽ giảm dần và cuối cùng là biến mất. Khi đó, người chơi không còn bị truy lùng nữa.
Trong chế độ chơi đơn, người chơi nhập vai Niko Bellić. Anh gặp gỡ nhiều người và thường kết bạn với họ, trong đó có em họ của mình là Roman - một trong những người anh yêu quý nhất. Khi đã thân thiết với một người bạn nào đó, Niko thường sẽ được họ giúp đỡ (Roman sẽ cho Niko đi taxi miễn phí, chẳng hạn). Grand Theft Auto IV có nhiều lựa chọn kép dành cho người chơi, như chọn giết một trong hai đối tượng nào đó, hay chọn giết hoặc tha một mục tiêu nào đó. Những lựa chọn này có thể ảnh hưởng tới cốt truyện và diễn biến chính của trò chơi. Khi tung hoành quanh thế giới của trò chơi, người chơi có thể giải trí với những trò chơi trong game như bowling hay phi tiêu, tham gia làm "hiệp sĩ" - những người trừng trị tội phạm mà không phải cảnh sát, sử dụng mạng Internet trong game để gửi và nhận email cũng như hẹn hò - từ những quán café Internet xung quanh game. Chiếc điện thoại thông minh của Niko có thể được dùng để trò chuyện và hẹn gặp bạn của anh và để nhập các mật mã để gian lận trong trò chơi.
Chế độ trực tuyến của game có thể cho phép tới 32 người chơi tung hoành trên một thế giới chơi đơn đã được tái tạo. Ở đó, những người chơi có thể đua xe, tham chiến trong các đấu trường sinh tử, hay bất cứ chế độ gì mà họ muốn chơi.

## Tóm tắt

### Bối cảnh
Grand Theft Auto IV lấy bối cảnh năm 2008, vào khoảng giữa tháng 4 và tháng 9, ở các thành phố Liberty và Alderney (dựa trên New York và Jersey). Thành phố Liberty trong game được thiết kế lại từ Grand Theft Auto III và Grand Theft Auto: Liberty City Stories, dựa trên bốn quận của thành phố New York (game đã loại bỏ quận Staten Island của New York mà trong phiên bản thành phố Liberty của Grand Theft Auto III gọi là Staunton Island) là: Broker (tức Brooklyn), Dukes (tức Queens), Bohan (tức Bronx) và Algonquin (tức Manhattan). Ngoài ra, trò chơi còn có nhiều liên tưởng đến New York và những tập đoàn, công ty của nước Mỹ, như Quảng trường Thời đại, đảo Tự Do, tòa nhà Empire State, Công viên Trung tâm, trụ sở Liên Hợp Quốc,... Grand Theft Auto IV xảy ra trong chiều không gian khác với các tựa game trước (thuộc chiều không gian 3D) nhưng cùng dòng thời gian với Grand Theft Auto V - game tiếp theo của dòng trò chơi, cũng như hai bản đi kèm của nó, là The Ballad of Gay Tony và The Lost and Damned (tức chiều không gian HD).

### Cốt truyện
Niko Bellić, một cựu binh gốc Nam Tư, nhập cư trái phép vào thành phố Liberty sau nhiều tháng lênh đênh trên con tàu Platypus. Mục đích của anh khi đến đây là để đoàn tụ với người anh họ của mình là Roman và cùng nhau theo đuổi Giấc mơ Mỹ, hưởng sự sung sướng của việc "tiền thì đầy túi, gái thì đầy giường" mà Roman đã nói, nhưng mục đích chính của Niko là để tìm kiếm một kẻ chỉ điểm mà đã phản bội tiểu đội của anh trong chiến tranh Nam Tư mười lăm năm về trước, khiến mười hai đồng chí của anh tử trận và duy nhất anh và 2 người khác sống sót, một trong 2 người đó sống ở đây. Tuy nhiên, khi đến nơi, Niko mới phát hiện ra rằng Roman đã khoác lác với anh về sự giàu sang của mình ở Mỹ. Thực ra, Roman phải đương đầu với nợ nần chồng chất vì đánh bạc và thường bị lũ chủ nợ bắt nạt - họ phải sống trong một căn hộ tồi tàn ở một khu phố nghèo. Khi Niko lái xe cho hãng taxi của Roman, anh đã gặp và làm quen với nhiều cư dân ở Liberty. Trong đó có Mallorie, bạn gái và đồng nghiệp của Roman; Little Jacob, một tên buôn vũ khí người Jamaica; Brucie Kibbutz, một người bạn chơi bời của Roman, có sở thích tập gym và đua xe; và Michelle, được Mallorie giới thiệu, sau này là bạn gái của Niko.
Vladimir "Vlad" Glebov, chủ nợ người Nga của Roman, yêu cầu Niko phải làm việc cho hắn để Roman được xóa nợ. Tuy nhiên, sau này Niko đã giết hắn vì đã có quan hệ bất chính với Mallorie. Do đó, Niko và Roman bị cấp trên của Vlad là băng mafia Nga bắt cóc. Mikhail Faustin, kẻ đứng đầu băng mafia Nga, thực ra đã muốn Vlad chết từ lâu, thuê Niko làm việc cho hắn, trong đó bao gồm một nhiệm vụ là hạ sát con trai của một băng mafia Nga khác. Để tránh xung đột, Dimitri Rascalov - đồng thủ lĩnh với Mikhail, đã thuyết phục Niko rằng hắn sẽ trả tiền hậu hĩnh cho anh nếu anh ám sát Mikhail. Niko làm theo, nhưng khi gặp Dimitri để lĩnh thưởng, hắn lại phản bội anh bằng cách bán đứng anh cho Ray Bulgarin, tên này cho rằng anh đã trộm tiền nhân lúc làm chìm một con tàu chở người vượt biên sang Ý hồi anh còn làm việc cho hắn ở châu Âu nhiều năm về trước. Niko nói rằng con tàu đó đã bị bắn chìm, nhưng tay sai của Dimitri và Bulgarin nổ súng tấn công anh, rồi chúng chuồn đi. Niko phải nhờ Jacob trợ giúp mới có thể trốn thoát lũ tay sai của chúng.
Căn hộ và công ty taxi của Roman bị băng đảng của Dimitri đốt cháy không lâu sau đó, khiến họ phải chuyển sang ở tạm nhà họ hàng của Mallorie ở Bohan. Không còn một xu dính túi và thất nghiệp, Niko đã được Mallorie giới thiệu với một vài người bạn của cô để làm việc và kiếm tiền. Trong số những nhân vật mà Niko đã làm việc cùng có Manny Escuella, một tay giang hồ chỉ muốn thu hút sự chú ý của truyền thông; Elizabeta Torres, một bà trùm buôn ma tuý, và cộng sự Patrick "Packie" McReary của bà ta; Playboy X, một tên buôn ma tuý trẻ tuổi ở quận Algonquin. 
Francis McReary, một tay cảnh sát biến chất của thành phố Liberty, trong một lần làm việc với Manny, đã phát hiện "tài năng" của Niko và chiêu mộ anh làm vài công việc dơ bẩn cho hắn ta, đổi lại hắn sẽ bỏ qua các tội trạng của anh. Lúc đó tại Bohan, Roman bị người của Dimitri bắt cóc nhưng được Niko giải cứu; nghiêm trọng hơn, trong khi đang cùng với Jacob đi lấy lại số ma tuý của Elizabeta bị cướp, Michelle xuất hiện và tiết lộ rằng cô ta là đặc vụ ngầm và buộc Niko phải làm việc cho một cơ quan tình báo bí mật, United Liberty Paper (từ nay gọi tắt là ULP). Giám đốc của ULP hứa sẽ giúp Niko tìm ra thủ phạm khiến các đồng chí của anh hy sinh trong chiến tranh và xóa bỏ những hồ sơ tội phạm của anh, đổi lại anh sẽ làm việc cho họ.
Nhờ số tiền mà Roman kiếm được sau khi đánh bạc, Roman đã có thể khôi phục hãng taxi của mình và mua một căn hộ cao cấp ở Algonquin. Trong khi đó, Niko dần chứng tỏ vị thế của mình như là một tay máu mặt ở thành phố Liberty khi nhận nhiều nhiệm vụ khó khác nhau. Thông qua Packie, Niko có cơ hội gặp mặt gia đình McReary, một gia đình tội phạm gốc Ai-len đưa anh đi cướp nhà băng thành phố. Sau vụ cướp nhà băng, các anh trai của Packie bao gồm Gerry và Derrick, đã tin tưởng Niko và giao nhiều nhiệm vụ hơn. Kate, cô con gái của nhà McReary, mặc dù bị Packie ngăn cản, quyết định làm bạn với Niko, nhưng chỉ dừng lại ở mối quan hệ bạn bè. Cùng lúc đó, Francis, nhận ra mối quan hệ của Niko với gia đình hắn ta, không muốn anh trai Derrick cản bước con đường thăng tiến của mình, đã ra lệnh Niko thủ tiêu Derrick. Tại đây Niko có thể lựa chọn giết Francis hoặc Derrick. Nếu Derrick bị giết, ngoài khoản tiền 10000$ (hoặc 20000$ nếu Niko đòi thêm tiền chuộc), Niko còn có thể gọi điện cho Francis nhằm xoá lệnh truy nã; nhưng nếu Francis bị giết thì Niko sẽ không nhận được gì. Dù đưa ra lựa chọn nào, ngày hôm sau Niko vẫn phải đi dự đám tang của một trong hai người và bảo vệ gia đình McReary khỏi vụ xả súng của những tên giang hồ người Albania.
Ngoài những nhiệm vụ từ gia đinh McReary, Niko còn có một lựa chọn khó khăn khác khi Playboy X đề nghị Niko ám sát Dwayne Forge, đàn anh của Playboy X, do lo sợ Dwayne sẽ thủ tiêu mình. Cảm nhận được đệ tử đang lên kế hoạch giết mình, Dwayne gọi điện cho Niko cầu cứu. Một lần nữa, số phận của hai nhân vật đều do người chơi quyết định. Playboy X trả công 25000$ cho cái xác của Dwayne, nhưng Dwayne thì có thể cho Niko căn hộ của Playboy X, và một người bạn.
Nhờ vào việc tham gia các nhiệm vụ của anh em nhà McReary, Niko còn làm quen với Ray Boccino và Phil Bell, hai thành viên cấp cao của gia đình Pegorino, khi gia đình Pegorino yêu cầu nhà McReary làm bảo kê. Ray Boccino đồng ý giúp đỡ Niko tìm kẻ phản bội sau một loạt nhiệm vụ khó nhằn mà Ray giao cho, bao gồm đi cướp và đi giành lại số kim cương mà Ray và thuộc hạ cướp được từ nhà Ancelloti (nhưng không thành công). Tuy nhiên, Florian Cravic (bây giờ lấy tên là Bernie Crane), người đồng đội mà Niko nghĩ là kẻ phản bội, hoá ra chỉ chuyển tới thành phố Liberty vì anh ta là người đồng tính. Nhận thấy những việc mà Boccino giao cho quá vất vả trong khi kết quả lại chẳng được gì, Niko chủ động cắt đứt liên lạc với Ray.
Gerry, người phải đi tù không lâu trước đám tang anh trai hắn ta, nhận thấy cơ hội làm giàu từ số kim cương mà Ray Boccino làm mất, hướng dẫn cho Niko và Packie bắt cóc Gracie Ancelloti, con gái ông trùm nhà Ancelloti hòng đổi lấy tiền chuộc là số kim cương của nhà Ancelloti. Vụ trao đổi diễn ra thành công, nhưng Ray Bulgarin bỗng dưng xuất hiện lần nữa, hòng cướp lại số kim cương cho riêng hắn. Tuy nhiên, sau một hồi giằng co, số kim cương rơi vào một xe chở rác, không bên nào nhận được số kim cương đó cả.
Qua những công việc mà Phil và Niko đã làm, Phil giới thiệu Niko với Jimmy Pegorino, ông trùm của gia đình Pegorino, cũng là cấp trên của Bell và Boccino. Jimmy rất tin tưởng Niko, thậm chí còn yêu cầu Niko thủ tiêu Anthony, vệ sĩ riêng của Jimmy, sau khi phát hiện ra Anthony là nội gián của cảnh sát; một lần khác là thủ tiêu Ray Boccino vì nghi ngờ tên này là kẻ phản bội. Trong suốt quá trình Niko phục vụ cho Jimmy, Jimmy bày tỏ mong muốn được vào Hội đồng (The Commission), gồm 5 gia đình mafia lớn nhất thành phố. Trong lúc đó, nhờ Giám đốc của ULP giới thiệu, Niko nhận được đề nghị làm việc của Jon Gravelli, ông trùm của nhà Gambetti, gia đình mafia đứng đầu Hội đồng, hiện đang nằm trên giường bệnh. Tay giám đốc nói nếu Niko hoàn thành hết công việc mà Gravelli giao cho, lão sẽ thực hiện lời hứa của lão với Niko. 
Sau những nhiệm vụ của Jon Gravelli, Giám đốc của ULP thông báo cho Niko là cuối cùng đã tìm ra được kẻ đã phản bội tiểu đội của anh, Darko Brevic, người hiện đang ở châu Âu, và họ đem hắn tới Mỹ để anh quyết định số phận của hắn. Niko đối mặt với Brevic, căm phẫn vì hắn ta bán đứng tiểu đội của anh chỉ để đổi lấy $1000, nhưng Brevic chất vấn ngược lại Niko khi anh cũng chẳng khác gì hắn: cũng giết người để đối lấy phần thưởng; tuy vậy Brevic cũng đang phải khổ sở vì chứng nghiện ma tuý của hắn, và cầu xin Niko hãy giết hắn, vì đối với hắn đó chính là "sự giải thoát". Nếu Niko lựa chọn giết Brevic, anh sẽ bắn 12 phát đạn vào người Brevic, tương ứng với 12 đồng chí đã hy sinh; trước khi trút hơi thở cuối cùng, Brevic chỉ nói "Cảm ơn." Dù đã trả thù thành công, nhưng Niko lại cảm thấy trống rỗng trong lòng. Còn nếu Niko bỏ đi và chấp nhận quên đi quá khứ, Roman, Bernie và Giám đốc ULP sẽ chúc mừng anh vì đã quyết định đúng đắn.
Sau khi đã đối mặt với quá khứ, cũng là lúc Niko dần thoát ra khỏi xã hội đen, Jimmy Pegorino đã yêu cầu (và nài nỉ, sau đó là đe doạ) Niko thực hiện một thỏa thuận về heroin với Dimitri. Pegorino ra mức thù lao $250000 cho Niko, cùng với đó là Phil Bell hỗ trợ anh giao dịch. Niko phải lựa chọn: bắt tay với Dimitri và nhận lấy số tiền lớn như vậy, hoặc là trả đũa hắn nhưng chấp nhận mất số tiền. Roman khuyên Niko nên nhận tiền, vì Roman muốn có thêm tiền để trang trải cuộc sống với Mallorie, trong khi Kate, cô bạn của Niko, khuyên nhủ anh hãy chấm dứt quá khứ tội lỗi.
Nếu người chơi chọn làm việc với Dimitri, hắn sẽ lại phản bội Niko và giữ lấy heroin cho riêng hắn, sau đó phục kích Niko và Phil; tuy vậy cả hai vẫn trốn thoát thành công và cướp lấy số tiền. Sau vụ giao dịch, Niko chào tạm biệt Phil và Jimmy, cắt đứt quan hệ với gia đình Pegorino; Roman chúc mừng Niko về số tiền và mời anh làm phù rể cho đám cưới của Roman, tuy nhiên Kate lại bực tức vô cùng, cô nói Niko chỉ là kẻ hám tiền và từ chối đến đám cưới của Roman cùng với Niko. Tại lễ cưới, Dimitri phái một sát thủ tới để hạ sát Niko, nhưng khi anh phản kháng lại, súng nổ và vô tình giết chết Roman. Trong khi đó Dimitri lại phản bội Pegorino và bắn chết hắn, nhưng rồi chính y bị Niko, sau một màn rượt đuổi gay cấn, giết chết trong căm hận. Sau vụ truy đuổi, Mallorie gọi cho Niko, thông báo rằng cô đang mang thai, nói rằng "Sẽ rất khó khi nuôi đứa trẻ mà không có bố nó." Kate cũng gọi cho Niko, nói rằng cô ấy sẽ luôn bên cạnh Niko nếu anh cần.
Nếu người chơi chọn trả thù Dimitri, Niko sẽ lên con tàu "Platypus" và đấu súng với lũ tay sai của Dimitri. Cuối cùng, anh tìm thấy Dimitri và bắn chết hắn, kết thúc mọi chuyện trên con tàu mà Niko đã tới nước Mỹ. Sau vụ việc, Phil Bell chúc mừng Niko đã quyết định đúng đắn vì Phil cũng không tin tưởng Dimitri, sau đó cắt đứt liên lạc với Niko; Roman dù tiếc số tiền nhưng không giận Niko mà còn mời anh làm phù rể cho đám cưới của mình, còn Kate chúc mừng Niko vì đã lựa chọn sáng suốt, và cùng anh tới lễ cưới. Trên đường đi, Kate bày tỏ mong muốn trở thành bạn gái của Niko. Trớ trêu thay, Pegorino - phẫn nộ vì Niko đã làm phản hắn - lái xe qua lễ cưới và xả súng hòng giết Niko, nhưng bắn trượt và lỡ giết chết Kate. Bị toàn bộ thế giới ngầm của thành phố Liberty coi là kẻ thù, Pegorino cuối cùng bị Niko, nhờ có hỗ trợ của Jacob và Roman, truy đuổi và giết. Trước khi giết Jimmy, Niko nói ra sự thật với hắn rằng Hội đồng đã trả anh $250000 để giết Jimmy, bằng với số tiền mà hắn đã đề nghị cho Niko. Sau vụ truy đuổi, Mallorie gọi cho Niko, thông báo rằng cô đang mang thai, nói rằng nếu đứa trẻ là con gái thì cô và Roman sẽ đặt tên là Kate. Packie cũng gọi cho Niko, nói rằng Kate không đáng phải chết như vậy khi anh em của Kate mới là những kẻ có tội.
Sau khi Dimitri và Pegorino đã bị tiêu diệt và Roman hoặc Kate đã chết, Niko dứt khoát từ bỏ tội phạm và sống âm thầm ở Mỹ. Ở đoạn kết, Niko có nói rằng "Vậy đây chính là giấc mơ, đây là chiến thắng mà chúng ta đã mong ước từ lâu."

## Sản xuất

### Phát triển
Rockstar đã bắt đầu xây dựng những bước đầu tiên cho Grand Theft Auto IV không lâu sau khi ra mắt Grand Theft Auto: San Andreas (2004). Khoảng 150 lập trình viên đã tập trung phát triển game, trong đó có nhiều thành viên đã từng phát triển Grand Theft Auto III. Rockstar đã sử dụng RAGE, cùng với phần mềm Euphoria cho trò chơi. Điều đó làm cho đồ họa của game và cử động của nhân vật sinh động và chân thực hơn những game trước. Phần mềm này cũng làm cho các NPC (nhân vật không phải người chơi) phản ứng chân thực và tự nhiên với những hành động của người chơi. Trò chơi sử dụng phần mềm trung gian ImageMetrics để khắc họa những biểu hiện phức tạp trên khuôn mặt nhân vật và nhép môi nhân vật sao cho khẩu hình khớp với lời thoại của người lồng tiếng. SpeedTree được sử dụng để khắc hhọa cây cối.

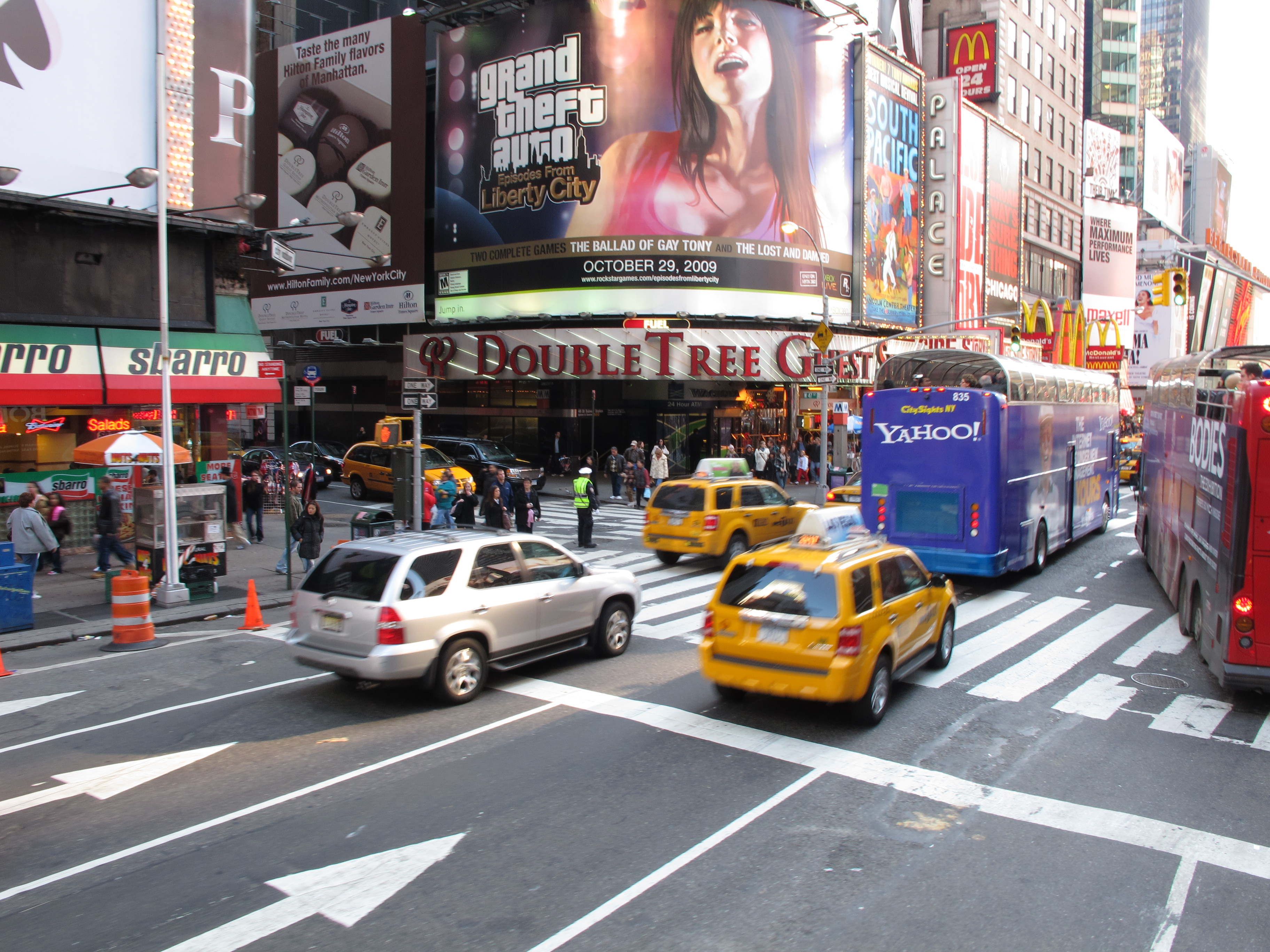
Quảng cáo cho Grand Theft Auto IV ở thành phố New York năm 2009. Đây cũng là nơi có ảnh hưởng sâu sắc với thế giới trong tựa game.

Grand Theft Auto IV là một bước ngoặt của sê-ri, sống động và tinh vi trong từng đường nét, phần nào là từ sự chuyển giao sang những consoles có độ nét cao hơn. Nhà đồng sáng lập của Rockstar, Dan Houser đã từng phát biểu: "Cái mà chúng tôi coi là khẩu hiệu cho Grand Theft Auto IV là thế nào mới là chất lượng cao. Không chỉ riêng đồ họa, mà hiển nhiên là chúng tôi đang đạt được, mà là nói chung về mọi khía cạnh của mẫu thiết kế này... Bạn hiểu mà, cố gắng tạo ra gì đó sống động hơn, gắn kết với nhau hơn, nhưng vẫn giữ được mối liên kết tổng thế mà những tựa game khác đều có". Aaron Garbut, đạo diễn mảng đồ họa của game nói rằng một trong những lý do tại sao họ quyết định dựa Grand Theft Auto IV vào thành phố New York là vì "chúng ta đều biết rằng đó là một thành phố tuyệt vời, đa dạng, náo nhiệt và tràn ngập điện ảnh", và vì họ muốn đẩy sự "chi tiết, sự đa dạng và nét sống" lên một mức độ cao hơn, có vẻ "lấy ý tưởng cho game từ một thành phố giống hệt với những điều trên là rất thích hợp".
Dan Houser nói thêm: "Bởi vì chúng tôi phải làm việc với độ phân giải cao và chúng tôi biết rằng chúng tôi cần nghiên cứu nhiều, nên chúng tôi muốn ở một nơi mà chúng tôi có chỗ đứng". Các nhà phát triển cố ý tránh tạo ra một thành phố y nguyên thành phố New York; Dan Houser nói: "Những gì chúng tôi luôn cố gắng làm là tạo ra một thứ trông thật và có chất lượng của một môi trường thực, nhưng cũng rất vui nhộn từ góc nhìn thiết kế trò chơi". Thành phố Liberty trong Grand Theft Auto IV chi tiết và rộng lớn hơn rất nhiều so với Grand Theft Auto III hay những trò chơi ra trước trong sê-ri. Dù không rộng lớn bằng bang San Andreas viễn tưởng, hoàn cảnh và khung cảnh của game có thể sánh ngang với Grand Theft Auto: San Andreas về "độ thẳng đứng của thành phố, số tòa nhà mà bạn có thể đi vào, và sự tỉ mỉ của những tòa nhà đó". Một mục tiêu khác khi tạo nên Liberty City là sao cho thành phố không có những vùng trống trải hoặc khó tiếp cận, như sa mạc trong San Andreas. Để có được một môi trường thực tế, Rockstar North (trụ sở ở Edinburgh, Scotland) đã tới New York hai lần để trải nghiệm và nghiên cứu. Chuyến đi đầu tiên được thực hiện lúc mới khởi thảo dự án (giống như những tựa game Grand Theft Auto khác) và một chuyến đi ngắn ngày khác khi trò chơi đang dần phát triển. Một đội nghiên cứu toàn thời gian, tức trực ở New York, luôn có mặt để cung cấp thêm thông tin cho nhà sản xuất, từ thông tin về dân tộc thiểu số ở một vùng dân cư đến video về nhịp độ giao thông.
Cốt truyện của Grand Theft Auto IV được viết bởi Dan Houser và Rupert Humphries. Không giống như các trò chơi Grand Theft Auto trước đây có ảnh hưởng mạnh từ văn hóa hoặc điện ảnh, "Grand Theft Auto IV không thực sự có bất kỳ ảnh hưởng điện ảnh nào", Houser giải thích: "Chúng tôi đã cố gắng làm, vì nếu trò chơi điện tử phát triển sang một giai đoạn tiếp theo, thì không nên cố gắng tri ân hoặc nhắc tới những thứ khác, mà là phải liên tưởng tới chính nơi đó". Houser cũng nói: "Về mặt nhân vật, chúng tôi muốn thứ gì đó mới mẻ và không phải thứ gì đó mà rõ ràng là lấy từ một bộ phim. Có lẽ chúng tôi có thể tự mình làm điều gì đó mà sẽ sóng đôi với thứ đó".
Giám sát phần âm nhạc Ivan Pavlovich cho biết: "Chúng tôi đã chọn những bài hát tạo nên New York ngày hôm nay, nhưng đảm bảo rằng chúng sẽ không bị lỗi thời khi trò chơi ra mắt. "Các nhà phát triển đã liên lạc với hơn 2.000 người để có được quyền ghi âm và xuất bản. Họ thậm chí đã thuê một nhà điều tra tư nhân để định vị người thân của thành viên quá cố Sean Delaney của nhóm Skatt Bros. để cấp phép cho bài hát "Walk the Night" của ban nhạc. Billboard báo cáo rằng Rockstar đã trả tới 5.000 đô la cho mỗi sáng tác và 5.000 đô la nữa cho mỗi bản thu âm chính trên mỗi bản nhạc. Các nhà phát triển ban đầu đã nghĩ tới việc cho phép người chơi mua nhạc bằng cách đến một cửa hàng thu âm trong trò chơi và để Niko có máy nghe nhạc MP3, nhưng cả hai ý tưởng đều bị hủy bỏ. DJ Green Lantern đã sản xuất các bản nhạc dành riêng cho đài phát thanh hip-hop của trò chơi The Beat 102.7. Chủ sở hữu hãng thu âm và nhà sản xuất thu âm Bobby Konders, người điều hành đài phát thanh trong trò chơi, Massive B Soundystem 96.9, thậm chí đã bay tới Jamaica để thuyết phục các nghệ sĩ dancehall thu âm lại các bản nhạc để liên tưởng các quận của thành phố Liberty.
Phó Chủ tịch Tập đoàn của Bộ phận Kinh doanh giải trí tương tác của Microsoft, Peter Moore, đã tuyên bố tại E3 2006 rằng trò chơi sẽ xuất hiện trên Xbox 360, rồi xắn tay áo để lộ hình xăm Grand Theft Auto IV tạm thời. Rockstar Games ban đầu dường như cam kết  phát hành vào ngày 16 tháng 10 năm 2007; tuy nhiên, Michael Pachter, nhà phân tích của Wedbush Morgan cho rằng Take-Two có thể chọn trì hoãn phát hành trò chơi để tăng kết quả tài chính cho năm 2008 và tránh phải cạnh tranh với những trò chơi được mong chờ khác như Halo 3. Rockstar đã trả lời bằng cách nói rằng Grand Theft Auto IV vẫn đang chờ ngày phát hành vào "cuối tháng 10". Vào ngày 2 tháng 8 năm 2007, Take-Two thông báo rằng Grand Theft Auto IV sẽ bỏ lỡ ngày phát hành ban đầu vào ngày 16 tháng 10 năm 2007, trái với những lời khẳng định trước đó, và, phải bị trì hoãn đến tháng 2 tới tháng 4 năm 2008. Trong một cuộc gọi hội nghị sau đó với các nhà đầu tư, Strauss Zelnick của Take-Two quy cho sự chậm trễ là do "các vấn đề về công nghệ... không phải là vấn đề, mà là những thách thức." Sau đó, Rockstar tiết lộ rằng những khó khăn về kỹ thuật với phiên bản PlayStation 3 của trò chơi gây ra sự chậm trễ, cùng với các vấn đề lưu trữ trên Xbox 360. Vào ngày 24 tháng 1 năm 2008, Take-Two thông báo rằng Grand Theft Auto IV sẽ được phát hành vào ngày 29 tháng 4 năm 2008. Khi ngày phát hành đến gần, Rockstar Games và Take-Two tiếp thị trò chơi rất nhiều thông qua các hình thức khác nhau, bao gồm quảng cáo trên truyền hình, video trên Internet, bảng quảng cáo, tiếp thị lan truyền và trang web được thiết kế lại. Một phiên bản đặc biệt của trò chơi cũng được phát hành cho cả PlayStation 3 và Xbox 360. Tại một cuộc họp cổ đông của Take-Two vào ngày 18 tháng 4 năm 2008, Giám đốc điều hành của Take-Two Ben Feder tuyên bố rằng Grand Theft Auto IV đã "thành vàng" (tức được phân phối rộng rãi) và "đang được sản xuất và nằm trong xe tải trên đường tới các nhà bán lẻ". Trò chơi cuối cùng đã được phát hành cho các máy chơi game PlayStation 3 và Xbox 360 ở Châu Âu, Bắc Mỹ và Châu Đại Dương vào ngày 29 tháng 4 năm 2008, và tại Nhật Bản vào ngày 30 tháng 10 năm 2008. Nhìn chung, Grand Theft Auto IV đã cần tới hơn 1000 người và hơn ba năm rưỡi để hoàn thành, với tổng chi phí ước tính khoảng 100 triệu đô la, vào thời điểm đó là trò chơi video đắt nhất từng được phát triển.
Vào ngày 6 tháng 8 năm 2008, Rockstar đã thông báo rằng phiên bản dành cho Windows của Grand Theft Auto IV đã được phát triển bởi Rockstar North và Rockstar Toronto. Trò chơi ban đầu được công bố phát hành tại Bắc Mỹ vào ngày 18 tháng 11 năm 2008 và tại châu Âu vào ngày 21 tháng 11 năm 2008 nhưng sau đó đã bị đẩy lùi về ngày 2 và 3 tháng 12 năm 2008. Game chứa các tính năng mở rộng, bao gồm kiểm soát mật độ lưu lượng, vẽ các cấu hình phân tán và trình chỉnh sửa phát lại. Trình chỉnh sửa phát lại cho phép người chơi ghi và chỉnh sửa clip trò chơi, video sau đó có thể được tải lên trang web của Câu lạc bộ xã hội của Rockstar. Nó sử dụng dịch vụ Games for Windows - Live để chơi trực tuyến và hỗ trợ tối đa 32 người chơi cho chế độ nhiều người chơi. SecuROM được sử dụng và cần phải kích hoạt trực tuyến một lần để chơi trò chơi. Trò chơi đã được phát hành trên Steam vào ngày 4 tháng 1 năm 2009. Vào ngày 9 tháng 2 năm 2017, phiên bản Xbox 360 của Grand Theft Auto IV đã được cung cấp để tương thích ngược với Xbox One.

### Ngoại truyện
Hai trò chơi ngoại truyện của Grand Theft Auto IV đã được ra mắt. Lúc đàu hai game này ra mắt riêng biệt, dành riêng cho Xbox Live, đóng vai trò là gói nội dung có thể tải xuống (DLC) và cần có bản gốc thì mới chơi được. Sau đó thì được tái xuất thành một tựa game riêng, lấy tên là Grand Theft Auto: Episodes from Liberty City, và không cần đến Grand Theft Auto IV cũng có thể chơi được. "...một khía cạnh khác của Liberty City", Dan Houser khẳng định.
Gói mở rộng thứ nhất, Grand Theft Auto IV: The Lost and Damned, ra mắt lần đầu ngày 17 tháng 2 năm 2009. Nhân vật chính diện của tựa game là Johnny Klebitz, thành viên băng nhóm đua xe The Lost. Gói mở rộng thứ hai, Grand Theft Auto IV: The Ballad of Gay Tony, ra mắt ngày 29 tháng 10 năm 2009. Nhân vật chính của trò chơi là Luiz Fernando Lopez, bảo vệ người Dominica của chủ hộp đêm Anthony "Gay" Prince.
Jeronimo Barrera, Phó Chủ tịch Cục Phát triển Sản phẩm của Rockstar nói rằng hai phần ngoại truyện là một thí nghiệm vì Rockstar không chắc rằng có đủ người dùng mà có thể truy cập vào nội dung trực tuyến của Xbox 360. Giám đốc tài chính của Take-Two Interactive, Lainie Goldstein, tiết lộ rằng Microsoft đã trả tổng cộng 50 triệu đô cho hai tập đầu tiên. Tháng 1 năm 2010, Rockstar tuyên bố rằng bản DLC và Episodes from Liberty City sẽ sẵn có trên PlayStation 3 và Microsoft Windows vào ngày 13 tháng 4 năm 2010 ở Bắc Mỹ và 16 tháng 4 năm 2010 ở châu Âu.
Grand Theft Auto IV: The Complete Edition, bộ game gồm Grand Theft Auto IV và hai phần ngoại truyện đã xuất hiện trên những cửa hàng online trước khi được Rockstar xác nhận. Bộ game này ra mắt trên PlayStation 3, Xbox 360 và Windows ngày 26 tháng 10 năm 2010 ở Bắc Mỹ, ngày 29 tháng 10 năm 2010 ở châu Âu. Bản ngoại truyện trên Xbox 360 đã được làm tương thích ngược với Xbox One ngày 9 tháng 2 năm 2017.

### Soundtrack
Giống như các trò chơi trước trong sê-ri Grand Theft Auto, Grand Theft Auto IV có nhạc nền (OST) nghe được qua các đài phát thanh trong khi người chơi đang ở trong xe. Thành phố Liberty có 19 đài phát thanh, ba trong số đó là các đài phát thanh nói chuyện. Các đài khác có âm nhạc từ nhiều thể loại, bao gồm các bài hát từ Genesis, David Bowie, Bob Marley, The Who, Queen, Kanye West và Elton John.
Grand Theft Auto IV sử dụng hệ thống âm nhạc tương tự như Grand Theft Auto: San Andreas (2004). Trong các trò chơi khác trong sê-ri, mỗi đài phát thanh về cơ bản là một tệp âm thanh lặp, phát cùng một bài hát, thông báo và quảng cáo theo cùng một thứ tự mỗi lần. Nhưng với các đài phát thanh trong Grand Theft Auto IV, mỗi tệp âm thanh được giữ riêng biệt và được xâu chuỗi ngẫu nhiên, cho phép các bài hát được phát theo các thứ tự khác nhau, thông báo cho các bài hát khác nhau mỗi lần và các sự kiện liên quan đến cốt truyện được đề cập trên các đài. Một số bài hát cũng được chỉnh sửa để liên tưởng phù hợp đến thành phố Liberty hư cấu.
Một số sao đã cung cấp tiếng nói của họ cho các DJ radio trong trò chơi, bao gồm nhà thiết kế thời trang Karl Lagerfeld, nhạc sĩ Iggy Pop, Femi Kuti, Jimmy Gestapo và Ruslana, và người dẫn chương trình trò chuyện Lazlow Jones. Các diễn viên của Saturday Night Live, Bill Hader và Jason Sudeikis lần lượt xuất hiện trên các chương trình trò chuyện trên đài phát thanh tự do và bảo thủ trong trò chơi, theo thứ tự, còn Fred Armisen đóng vai một số khách trong chương trình "Integrity 2.0" của Lazlow. Nhiều diễn viên hài khác, bao gồm Jim Norton, Patrice O'Neal, Rick Shapiro và Robert Kelly, cũng như người dẫn chương trình phát thanh Opie và Anthony xuất hiện trên đài phát thanh và/hoặc như các nhân vật trong trò chơi.
Music of Grand Theft Auto IV là một bản nhạc năm 2008 được đóng gói với phiên bản đặc biệt của Grand Theft Auto IV. Nhạc có nhiều thể loại, như hip hop, rock và reggae. Một số nghệ sĩ đã thu âm lại các bài hát của họ để liên tưởng đến các địa điểm trong trò chơi. Hai bài hát, "Liberty City: The Invasion" và "No Sex for Ben", được sáng tác riêng cho trò chơi. Bài hát chủ đề của Grand Theft Auto IV, "The Soviet Connection", được sáng tác bởi Michael Hunter, người trước đây đã sáng tác bài hát chủ đề cho Grand Theft Auto: San Andreas.
Gần kỷ niệm mười năm phát hành trò chơi vào tháng 4 năm 2018, Rockstar đã phát hành các bản vá cho tất cả các phiên bản của trò chơi để xóa một số bài hát đã cấp phép khỏi trò chơi mà không còn có quyền cấp phép nữa. Rockstar cho biết chủ yếu các bài hát bị loại trừ là từ đài phát thanh có chủ đề tiếng Nga, "Vladivostok FM", và họ đã thay thế những bài hát này bằng âm nhạc mới trong bản vá.

## Đánh giá
Grand Theft Auto IV được giới phê bình đồng loạt ca ngợi. Metacritic cho điểm trung bình là 98 trên thang 100, thể hiện rõ "sự tán dương toàn thể". Đây là trò chơi được đánh giá cao nhất trên trang web này, chỉ sau The Legend of Zelda: Ocarina of Time. Các nhà phê bình đánh giá cao cốt truyện, thế giới mở, và hệ thống chiến đấu của trò chơi. Hilary Goldstein, nhà phê bình của IGN cảm thấy rằng tựa game đã "đặt ra một tiêu chuẩn mới cho các trò chơi thế giới mở", còn Andrew Reiner của Game Informer thì viết rằng "trò chơi đã thay đổi diện mạo của việc chơi game".
Các nhà phê bình tán dương thiết kế thế giới mở của trò chơi và có người khen ngợi sự tự do mà trò chơi đem lại cho người chơi. Nhà báo Seth Schiesel của tờ New York Times coi thành phố Liberty là "ngôi sao" của trò chơi. Jon Hicks, viết cho tạp chí Official Xbox, cũng rất ấn tượng với thành phố Liberty và dành lời khen cho hệ thống AI của game. Andy Robinson của tạp chí Computer and Video Games thì cảm thấy rằng thế giới của trò chơi "hoàn toàn không thể so bì được". IGN viết rằng thành phố Liberty "tồn tại trong chiều không gian riêng của nó và theo một cách chính chủ". Crispin Boyer của trang 1UP.com hoan nghênh "khung cảnh ngoạn mục, phong cảnh vô cùng đa dạng và vẻ ngoài sống động" của trò chơi. Trái lại, Jesse Constantino từ trang Game Revolution thì lại không thấy ấn tượng với thành phố trong trò chơi, dù có khen ngợi cốt truyện hay.
Các nhà phê bình cũng đề cao câu truyện của trò chơi. Nhà phê bình Goldstein của IGN thấy rằng một tông màu tối hơn cho cả khung cảnh và cốt truyện của trò chơi là hoàn toàn chấp nhận được, dù đây là điều chưa có tiền lệ trong dòng trò chơi nói chung. Hicks, của tờ OXM, thì đã ngạc nhiên trước chiều sâu tổng thể của câu truyện. Reiner của tờ Game Informer thì viết rằng sự tự do mà trò chơi mang lại cho người chơi đã làm cho anh thích thú với câu chuyện. Những lựa chọn trong trò chơi (như lựa chọn kép, lựa chọn tha mạng,...) cũng được đông đảo nhà phê bình ưa thích. Boyer của 1UP.com cảm thấy rằng game có yếu tố của "sự thỏa chí trong việc chơi lại". Tom Bramwell của Eurogamer cho rằng những lựa chọn này là một sự thay đổi hợp lý cho "những tên trùm cuối to lớn".
Những nhân vật trong trò chơi - cụ thể là Niko cũng được chào đón nồng nhiệt. Hicks và Robinson đều gọi Niko là một nhân vật "cuốn hút" và "dễ mến", nói rằng họ ưa chuộng Niko hơn những nhân vật chính trước đây của dòng game. George Walter, viết cho trang GamesRadar+ ấn tượng với chiều sâu tâm lý của nhân vật. Goldstein thì thấy rằng khi lâm vào hoàn cảnh khó thì Niko rất dễ cảm thông. Jeff Gerstmann của trang Giant Bomb coi Niko là  "thứ duy nhất mà tôi thực sự quan tâm" khi chơi. Schiesel của tờ New York Times thì xướng tên Niko là một trong những nhân vật dễ nhận thấy và ưa chuộng nhất, cho rằng đó là thành quả của kịch bản hấp dẫn của game, còn Boyer thì khen ngợi đặc tính của trò chơi khi làm nhiệm vụ - đó là sự tương tác giữa các nhân vật.
Nhiều nhà phê bình nhận thấy hệ thống chiến đấu phản ứng nhanh hơn so với các trò chơi trước, đặc biệt ca ngợi việc bổ sung hệ thống che chở. Justin Calvert của GameSpot đã viết rằng hệ thống che chắn làm cho việc chiến đấu của trò chơi trở thành một "sự cải tiến lớn" so với các trò chơi trước đó. Reiner của Game Informer đồng tình, cho rằng hệ thống nhắm mục tiêu khiến người chơi cảm thấy có trách nhiệm cho những nhân vật bị giết. Goldstein của IGN đã ca ngợi sự linh động của hệ thống ẩn nấp và cảm thấy rằng cơ chế ngắm tự động là một "công cụ tuyệt vời trong các cuộc đáu súng lớn". Walter của GamesRadar+ đã viết rằng hệ thống chắn đạn đó đã "mở đường cho một phong cách làm nhiệm vụ mới". David McComb của Empire gọi cơ chế chiến đáu là "sắc bén và đậm tính bản năng", và Hicks của OXM cảm thấy rằng hệ thống đó cho phép người chơi thực hiện kế hoạch tấn công dễ hơn. Ngoài hệ thống chiến đấu, hầu hết các nhà phê bình đều lưu ý rằng việc lái xe là thực tế hơn so với các trò chơi trước. Robinson của CVG cảm thấy rằng việc xử lý phương tiện đã cho thấy sự chân thực, trong khi Hicks của OXM gọi là "xuất sắc". Costantino của Game Revolution đã ca ngợi sự cải tiến về cơ chế của trò chơi, đặc biệt là hoạt hình nhân vật và động cơ vật lý của trò chơi, mang đến sự minh họa chân thật hơn về các phương tiện.
Các nhà phê bình khen ngợi thiết kế âm thanh. Goldstein của IGN đã ca ngợi diễn xuất của các diễn viên và việc sử dụng âm nhạc được cấp phép. Calvert của GameSpot và Walter của GamesRadar+ cũng khen ngợi việc âm nhạc được cấp phép, sau này còn ngưỡng mộ sự hài hước của các chương trình nói chuyện của đài phát thanh trong game. Michael Pinson của The Pro Audio Files đã ca ngợi các tính năng riêng biệt của thiết kế âm thanh của trò chơi, bao gồm không khí của thành phố, âm nhạc được cấp phép, các cuộc đối thoại của nhân vật, và các hiệu ứng âm thanh xe cộ và vũ khí - chung quy hoan nghênh nhà phát triển đã kết hợp các tính năng lại với nhau. Carolyn Gudmundson của GamesRadar cũng ca ngợi nhạc nền của trò chơi, đề cao sự phù hợp của nó với bối cảnh của trò chơi.
Chế độ nhiều người chơi trực tuyến của trò chơi đã nhận được phản ứng tích cực từ các nhà phê bình. Reiner của Game Informer đã ca ngợi khả năng tùy biến nhân vật có sẵn trong chế độ nhiều người chơi và lưu ý rằng nó chạy "mượt mà" như trò chơi một người chơi. Boyer của 1UP.com gọi các chế độ nhiều người chơi là "xuất sắc", và Goldstein của IGN đã gọi nó là một trong những chế độ tốt nhất. Hicks của OXM gọi chế độ nhiều người chơi là "giải trí cực kỳ", trong khi Walter của GamesRadar ca ngợi quá trình "liền mạch" khi tham gia chế độ nhiều người chơi. Gerstmann của Giant Bomb, Costantino của GameRevolution thì đều cảm thấy chia rẽ về phần chơi mạng, Constantino coi nó là một "ý tưởng tuyệt vời", nhưng cảm giác như các vấn đề kết nối dẫn đến trải nghiệm "hỏng hóc".